# Laureano Pérez Arcas
Laureano Pérez Arcas (Requena, Plana d'Utiel, 19 d'octubre de 1824- 24 de setembre de 1894) va ser un zoòleg valencià, acadèmic de la Reial Acadèmia de Ciències Exactes, Físiques i Naturals.

## Biografia
De jove es va traslladar a Madrid amb el seu germà gran Antonio, a estudiar en la Universitat de Madrid, on el seu germà es va llicenciar en Dret i Laureano en 1843 abans d'acabar la carrera de zoologia, va ser ajudant del científic Marià de la Pau Graells en la càtedra de zoologia que aquell ocupava. Posteriorment es va doctorar en ciències zoológiques en 1846, un any després va ser regent de primera classe en la Universitat de Madrid i va obtenir en propietat la plaça de catedràtic de zoologia de la Universitat. En 1857, va ser nomenat secretari de la facultat.
Va participar activament en la fundació de la Reial Societat Espanyola d'Història Natural (RSEHN), sent un dels socis fundadors, fins que en 1873 va aconseguir ser el president de la societat científica i després en 1892 el van tornar a nomenar president.
Es va dedicar sobretot a l'entomologia, malacologia i ictiologia. Amb motiu de conèixer les col·leccions entomològiques franceses, va participar en l'expedició que en 1860 va organitzar a Besançon la Societat Entomològica de França.
Posteriorment en desembre de 1866 va ser escollit acadèmic de la Reial Acadèmia de Ciències Exactes, Físiques i Naturals, on va realitzar treballs zoològics realitzats a Espanya, sobretot als segles més destacats de la seva història.
En 1861 va escriure un llibre titulat Tratado de Zoologia, que en el mateix any va ser declarat pel Real Consell d'Instrucció llibre de text en diverses universitats d'Espanya i d'Amèrica.
Amb Miguel Colmeiro y Penido i Ignacio Bolívar y Urrutia, que van ser un dels fundadors de la Reial Societat Espanyola d'Història Natural, amb els quals va col·laborar en la secció zoològica de la comissió del mapa geològic, creada en 1870 per a la confecció d'un mapa geològic d'Espanya.
En 1890 va ser nomenat degà de la Universitat de Madrid.

## Obres
- Tratado de Zoología (1861).
- Insectos nuevos ó poco conocidos de la Fauna española (1865) en línia[Enllaç no actiu]
- Descripción física y geológica de la provincia de Madrid (1868)
- Discursos leídos ante la Real Academia de Ciencias Exactas, Físicas y Naturales(1868)
- Revista crítica de las especies españolas del género Perçus (1869)
- Especies nuevas ó críticas de la Fauna española (1872)
- Elementos de zoología (1874)